# Amatillo
Amatillo är en ort i Mexiko.   Den ligger i kommunen Acapulco de Juárez och delstaten Guerrero, i den södra delen av landet, 300 km söder om huvudstaden Mexico City. Amatillo ligger 42 meter över havet och antalet invånare är 3 298.
Terrängen runt Amatillo är platt åt sydost, men åt nordväst är den kuperad. Runt Amatillo är det tätbefolkat, med 397 invånare per kvadratkilometer. Amatillo är det största samhället i trakten. Omgivningarna runt Amatillo är en mosaik av jordbruksmark och naturlig växtlighet.